# Dick Kattenburg
Dick Kattenburg est un compositeur néerlandais, né le 11 novembre 1919 à Amsterdam et mort en 1944 à Auschwitz.
Dick Kattenburg a été déporté le 8 mai 1944 à Westerbork et le 19 mai 1944 à Auschwitz.

## Œuvres
- concerto pour piano et orchestre de chambre
- 1 œuvre pour orchestre
- divers morceaux pour piano
- 4 œuvres de musique de chambre
- quartet à cordes
- sonate pour violon et piano
- Roemeense melodie. Violon, violoncelle et piano. 1941
- Quartet. Flute, violon, violoncelle et piano
- Palestijne liederen (Chants de Palestine) Soprano et piano 1940-1945

1. T'che sach na
2. Karima
3. Shir ha'emek
4. Z'charya
5. Sowewoenie
6. Teen kateef
7. Simcha Jeroesjalajiem

- Sonata. Flute et piano (1939) opus 5 : Introduzione. Maestoso, Intermezzo. Andante quasi lento, Fughetta. Allegro vivo